# Fußball-Oberliga 1999/2000
Die Saison 1999/2000 der Oberliga war die sechste Saison der Oberliga als vierthöchste Spielklasse im Fußball in Deutschland nach Einführung der zunächst viergleisigen – später drei- und zweigleisigen – Regionalliga als dritthöchste Spielklasse zur Saison 1994/95.

## Oberligen
- Oberliga Baden-Württemberg 1999/2000
- Bayernliga 1999/2000
- Oberliga Hessen 1999/2000
- Oberliga Nord 1999/2000 in zwei Staffeln (Niedersachsen/Bremen und Hamburg/Schleswig-Holstein)
- Oberliga Nordost 1999/2000 in zwei Staffeln (Nord und Süd)
- Oberliga Nordrhein 1999/2000
- Oberliga Südwest 1999/2000
- Oberliga Westfalen 1999/2000

## Relegation zur Regionalliga
Durch die Verringerung von vier auf zwei Regionalliga-Staffeln zur Spielzeit 2000/01 stiegen die Meister der zehn Oberliga-Staffeln nicht automatisch auf, sondern mussten in regionalen Qualifikationsrunden gegen den Sechstplatzierten der Regionalliga Nord, Siebtplatzierten der Regionalliga Nordost sowie die beiden Zwölftplatzierten der Regionalligen West/Südwest und Süd antreten.
Oberliga-Qualifikanten
- Meister der Oberliga Baden-Württemberg: SV Sandhausen
- Meister der Bayernliga: SSV Jahn Regensburg
- Meister der Oberliga Hessen: KSV Klein-Karben (Verzicht durch fehlende Regionalligabewerbung, ebenso wie die Mannschaften auf den Rängen 2 bis 4)
- Meister der Oberliga Nord:
  - Staffel Niedersachsen/Bremen: Kickers Emden
  - Staffel Hamburg/Schleswig-Holstein: TuS Felde
- Meister der Oberliga Nordost:
  - Staffel Nord: Hansa Rostock Amateure (Verzicht durch fehlende Regionalligabewerbung; aus finanziellen Gründen erhielten die Zweitplatzierten Reinickendorfer Füchse kein Startrecht, wodurch der Drittplatzierte FC Schönberg nachrückte)
  - Staffel Süd: FSV Hoyerswerda
- Meister der Oberliga Nordrhein: Wuppertaler SV
- Meister der Oberliga Südwest: Borussia Neunkirchen
- Meister der Oberliga Westfalen: VfB Hüls

Regionalliga-Qualifikanten
- Sechstplatzierter der Regionalliga Nord: Lüneburger SK
- Siebtplatzierter der Regionalliga Nordost: FC Rot-Weiß Erfurt
- Zwölftplatzierter der Regionalliga West/Südwest: SV Elversberg
- Zwölftplatzierter der Regionalliga Süd: Karlsruher SC Amateure (durch die Zwangsabstiege des FC Augsburg und der Amateure des Karlsruher SC rückte der Tabellenvierzehnte FSV Frankfurt nach)

### Nord
In der ersten Phase trugen der Sieger der Staffel Niedersachsen/Bremen, die Kickers Emden, und der Sieger der Staffel Hamburg/Schleswig-Holstein, TuS Felde, zwei Spiele um die Qualifikation für die zweite Runde aus. Der Sieger qualifizierte sich damit für die Spiele um die Regionalliga-Teilnahme gegen den Tabellensechsten der Regionalliga Nord, Lüneburger SK. Kickers Emden setzte sich aufgrund der mehr erzielten Auswärtstore gegen Felde durch.
|               | Gesamt    |           | Hinspiel (27.5.) | Rückspiel (3.6.) |
| ------------- | --------- | --------- | ---------------- | ---------------- |
| Kickers Emden | (a)2:2(a) | TuS Felde | 0:1 (0:0)        | 2:1 (0:0)        |

In der zweiten Phase, dem Spiel um den Aufstieg in die bzw. den Verbleib in der Regionalliga bestritten der Oberliga-Meister, Kickers Emden, und Sechste der Regionalliga Nord, Lüneburger SK, zwei Spiele. Aufgrund des besseren Torverhältnisses verblieb der Lüneburger SK in der Regionalliga, während die Kickers Emden in der folgenden Saison in der Oberliga spielen musste.
|               | Gesamt |               | Hinspiel (10.6.) | Rückspiel (17.6.) |
| ------------- | ------ | ------------- | ---------------- | ----------------- |
| Lüneburger SK | 3:1    | Kickers Emden | 1:1 (0:0)        | 2:0 (2:0)         |

### Nordost
In der ersten Phase trugen der Sieger der Süd-Staffel, der FSV Hoyerswerda, und der Dritte der Nord-Staffel, FC Schönberg 95, zwei Spiele um die Nordostdeutsche Oberliga-Meisterschaft aus. Der Sieger qualifizierte sich damit für die Spiele um die Regionalliga-Teilnahme gegen den Tabellensiebten der Regionalliga Nordost, FC Rot-Weiß Erfurt.
|                 | Gesamt |                 | Hinspiel (28.5.) | Rückspiel (4.6.) |
| --------------- | ------ | --------------- | ---------------- | ---------------- |
| FSV Hoyerswerda | 3:4    | FC Schönberg 95 | 2:2              | 1:2              |

In der zweiten Phase, dem Spiel um den Aufstieg in die bzw. den Verbleib in der Regionalliga bestritten der Oberliga-Meister, FC Schönberg, und der Siebte der Regionalliga Nordost, FC Rot-Weiß Erfurt, zwei Spiele. Aufgrund des besseren Torverhältnisses verblieb der FC Rot-Weiß Erfurt in der Regionalliga, während der FC Schönberg in der folgenden Saison in der Oberliga spielen musste.
|              | Gesamt |                    | Hinspiel (11.6.) | Rückspiel (17.6.) |
| ------------ | ------ | ------------------ | ---------------- | ----------------- |
| FC Schönberg | 2:4    | FC Rot-Weiß Erfurt | 1:0              | 1:4               |

### West/Südwest
In einer Vierergruppe, die in einer Einfachrunde gespielt wurde, standen sich der Tabellenzwölfte der Regionalliga West/Südwest, SV Elversberg, sowie die Meister der Oberliga Westfalen, VfB Hüls, der Oberliga Nordrhein, Wuppertaler SV, und der Oberliga Südwest, Borussia Neunkirchen, gegenüber.
Der Gruppensieger SV Elversberg setzte sich aufgrund der höchsten Punktzahl gegen die drei anderen Bewerber durch und verblieb in der Regionalliga, während die drei anderen Mannschaften in der folgenden Saison in der Oberliga spielen mussten. 
| Datum   |                      | Ergebnis  |                      |
| ------- | -------------------- | --------- | -------------------- |
| 4.6.    | Wuppertaler SV       | 0:1 (0:0) | VfB Hüls             |
| 4.6.    | SV Elversberg        | 3:0 (1:0) | Borussia Neunkirchen |
| 7.6.    | VfB Hüls             | 1:2 (1:1) | SV Elversberg        |
| 7.6.    | Borussia Neunkirchen | 0:5 (0:4) | Wuppertaler SV       |
| 18.6. 1 | Wuppertaler SV       | 2:3 (2:2) | SV Elversberg        |
| 18.6. 2 | VfB Hüls             | 3:0 (2:0) | Borussia Neunkirchen |

| Pl. | Verein               | Sp. | S | U | N | Tore    | Diff. | Punkte |
| --- | -------------------- | --- | - | - | - | ------- | ----- | ------ |
| 1.  | SV Elversberg        | 3   | 3 | 0 | 0 | 008:300 | +5    | 09     |
| 2.  | VfB Hüls             | 3   | 2 | 0 | 1 | 005:200 | +3    | 06     |
| 3.  | Wuppertaler SV       | 3   | 1 | 0 | 2 | 007:400 | +3    | 03     |
| 4.  | Borussia Neunkirchen | 3   | 0 | 0 | 3 | 000:110 | −11   | 0      |

### Süd
In der ersten Phase trugen der Meister der Oberliga Baden-Württemberg, der SV Sandhausen, und der Meister der Bayernliga, der SSV Jahn Regensburg, zwei Spiele um die Qualifikation für die zweite Runde aus. Der Meister der Oberliga Hessen, der KSV Klein-Karben, sowie die möglichen Nachrücker auf den Tabellenplätzen 2 bis 4 hatten auf die Teilnahme verzichtet. Der Sieger qualifizierte sich damit für die Spiele um die Regionalliga-Teilnahme gegen den Tabellenvierzehnten der Regionalliga Süd, FSV Frankfurt.
|               | Gesamt |                     | Hinspiel (27.5.) | Rückspiel (1.6.) |
| ------------- | ------ | ------------------- | ---------------- | ---------------- |
| SV Sandhausen | 5:6    | SSV Jahn Regensburg | 3:2 (0:1)        | 2:4 (0:2)        |

In der zweiten Phase, dem Spiel um den Aufstieg in die bzw. den Verbleib in der Regionalliga bestritten der SSV Jahn Regensburg und Vierzehnte der Regionalliga Süd, FSV Frankfurt, zwei Spiele. Aufgrund der Siege in Hin- und Rückspiel gelang den Regensburgern der Sprung in die Regionalliga, während der FSV Frankfurt in der folgenden Saison in der Oberliga spielen musste.
|               | Gesamt |                     | Hinspiel (8.6.) | Rückspiel (12.6.) |
| ------------- | ------ | ------------------- | --------------- | ----------------- |
| FSV Frankfurt | 3:6    | SSV Jahn Regensburg | 2:3 (0:1)       | 1:3 (0:1)         |